# Venatrix lapidosa
Venatrix lapidosa là một loài nhện trong họ Lycosidae.
Loài này thuộc chi Venatrix. Venatrix lapidosa được Fernando McKay miêu tả năm 1974.